# Luis Morao Andreazza
Luis Morao Andreazza OFM (* 26. Juni 1939 in Treviso) ist ein italienischer Ordensgeistlicher und emeritierter römisch-katholischer Bischof von Chalatenango.

## Leben
Luis Morao Andreazza trat der Ordensgemeinschaft der Franziskaner bei, legte die feierliche Profess am 17. September 1964 ab und empfing am 29. Juni 1966 die Priesterweihe.
Papst Johannes Paul II. ernannte ihn am 19. Juni 1997 zum Apostolischen Administrator des Militärordinariats von El Salvador. Am 12. November 2003 wurde er zum Weihbischof in Santa Ana und Titularbischof von Tullia ernannt. Die Bischofsweihe spendete ihm der Bischof von Santa Ana, Romeo Tovar Astorga OFM, am 17. Januar des nächsten Jahres; Mitkonsekratoren waren Erzbischof Giacinto Berloco, Apostolischer Nuntius in El Salvador und Belize, und Fernando Sáenz Lacalle, Erzbischof von San Salvador.
Am 21. April 2007 wurde er zum Bischof von Chalatenango ernannt.
Papst Franziskus nahm am 14. Juli 2016 seinen altersbedingten Rücktritt an.